# Desè Doctor
El Desè Doctor és la desena encarnació del protagonista de la longeva sèrie de televisió britànica de ciència-ficció de la BBC Doctor Who. És interpretat per David Tennant, que apareix durant tres temporades i vuit episodis especials. Com anteriors encarnacions del Doctor, el personatge també ha aparegut en altres publicacions.
En la narrativa de la sèrie, el Doctor és un alienígena de 900 anys, de l'espècie dels senyors del Temps del planeta Gallifrey que viatja a través del temps a bord de la seva TARDIS, freqüentment al costat de companys. Quan el Doctor és ferit mortalment, pot regenerar el seu cos, al fer-ho, la seva forma física i la seva personalitat canvien. Tennant interpreta la desena encarnació del personatge. Els companys d'aquesta encarnació han estat l'ajudant de botiga de classe obrera Rose Tyler (Billie Piper) (a qui ja havia conegut el Novè Doctor), l'estudiant de medicina Martha Jones (Freema Agyeman) i la ferotge treballadora eventual Donna Noble (Catherine Tate); finalment se separa de tots ells per al final de la temporada de 2008, en La fi del viatge, i després va intentar viatjar en solitari durant els especials del 2008 al 2010.
Reapareix en el capítol especial dels 50 anys The Day of the Doctor.